# Outpost-Nunatakker
Die Outpost-Nunatakker umfassen drei in Reihe liegender, über 2100 m hoher Nunatakker im ostantarktischen Viktorialand. Sie ragen in den Prince Albert Mountains 6,5 km südwestlich des Brimstone Peak auf.
Die Südgruppe der New Zealand Geological Survey Antarctic Expedition (1962–1963) kartierte sie und benannte die Gruppe nach ihrer abgelegenen Position am Rand des Polarplateaus.